# 霍爾莫韋齊
48°3′28″N 23°5′48″E / 48.05778°N 23.09667°E
霍爾莫韋齊（烏克蘭語：Холмовець），是烏克蘭西部的村莊，隸屬外喀爾巴阡州的貝雷霍韋區。該村面積3.59平方公里，海拔高度157米，2001年人口715，人口密度每平方公里200人。